# Goh Ruengbatee Abeu
Goh Ruengbatee Abeu är en kulle i Indonesien.   Den ligger i provinsen Aceh, i den västra delen av landet, 1 800 km nordväst om huvudstaden Jakarta. Toppen på Goh Ruengbatee Abeu är 235 meter över havet, eller 74 meter över den omgivande terrängen. Bredden vid basen är 1,6 km.
Terrängen runt Goh Ruengbatee Abeu är kuperad åt sydost, men åt nordväst är den platt. Havet är nära Goh Ruengbatee Abeu åt nordost.Runt Goh Ruengbatee Abeu är det ganska glesbefolkat, med 25 invånare per kvadratkilometer. Omgivningarna runt Goh Ruengbatee Abeu är en mosaik av jordbruksmark och naturlig växtlighet.